# José Luis Prieto
Pour les articles homonymes, voir Prieto.
José Luis Prieto est un officier militaire et homme politique vénézuélien, né à Caracas. Il est ministre de la Défense du Venezuela de 2002 à 2004.

## Biographie
José Luis Prieto, de son nom complet José Luis Prieto Silva est général de brigade dans l'armée de terre, il est diplômé de la promotion General Pedro Zaraza à Académie militaire du Venezuela en 1958 puis est licencié en sciences et arts militaires,. Il quitte l'armée en 1988. Son cursus le mène à l'Action conjointe à l'Institut des hautes études de la Défense nationale à Caracas, puis à Washington aux États-Unis, et à l'Évaluation des coûts de l'éducation (OEA). Il est également professeur à l'Académie militaire du Venezuela, à l'école d'infanterie, à l'école supérieure d'infanterie, de la marine, de l'aviation, et à la garde nationale. Il a également été membre de la faculté de l'académie navale du Venezuela. 
À l'arrivée au pouvoir du président Hugo Chávez en 1998, il devient directeur du service de renseignements du gouvernement, la Dirección de los Servicios de Inteligencia y Prevención (DISIP), bien que dans les faits, le service est dirigé par Jesús Urdaneta Hernánde. Il sera plus tard directeur de l'Instituto Nacional de Cooperación Educativa Militar,
Début juillet 2002, il est nommé ministre de la Défense du Venezuela par Chávez en remplacement de Lucas Rincón. Après le coup d'État de 2002 qui vise le renversement de Chávez, il effectue une purge dans l'armée en révoquant 300 officiers et engage une action en justice contre une dizaine de généraux. Il garde son poste jusqu'en janvier 2004 et est remplacé par Jorge García Carneiro.
Peu après en 2004, il est nommé vice-président de la société pétrolière Petróleos de Venezuela. Son fils est marié à la fille du président Chávez.